# Santa María kommun, Honduras
Santa María är en kommun i Honduras.   Den ligger i departementet Departamento de La Paz, i den sydvästra delen av landet, 80 km väster om huvudstaden Tegucigalpa. Antalet invånare är 8 005. Arean är 97 kvadratkilometer.
Terrängen i Santa María är kuperad.